# Keith Olbermann
Keith Olbermann, né le 27 janvier 1959 à New York, est un journaliste et commentateur sportif américain. Il anime depuis 2013 l'émission d'information sportive Olbermann (en) sur ESPN, et assure la couverture de l'après-saison des ligues majeures de baseball sur TBS.
Il a animé durant huit années Countdown with Keith Olbermann, émission-phare de MSNBC au cours de laquelle il commente cinq faits d'actualité. Il est surtout l'architecte de la percée de MSNBC dans le paysage des chaînes d'information en continu, celle-ci devenant la deuxième chaîne d'information en continu aux États-Unis et dépassant, en termes d'audience, la chaîne d'information historique CNN. Il est également l'artisan du repositionnement politique de MSNBC, la faisant évoluer d'une chaîne d'information neutre et généraliste à une chaîne télévisée d'opinion clairement ancrée à gauche du paysage politique américain, notamment au travers de ses positions affichées libérales, pro-démocrates et anti-républicaines, et le choix de ses collaboratrices et collaborateurs, dont les journalistes Rachel Maddow et Lawrence O'Donnell qui se voient confier leur propre émission sur MSNBC.
Il a également coanimé avec Bob Castas l'émission Football Night in America sur NBC.
En septembre 2016, à l'origine  The Closer with Keith Olbermann, The Resistance with Keith Olbermann (en) a été créée.

## Origines et études
D'une famille originaire d'Allemagne, Keith Olbermann est né à New York et a grandi dans le comté de Westchester. Passionné par le sport, c'est dès le lycée qu'il s'initie au métier de commentateur sportif. Il est diplômé en communication de l'université Cornell, où il a été directeur des sports sur la radio universitaire WVBR-FM.

## Carrière professionnelle
Après un bref passage chez RKO Radio Network (en), Olbermann passe les premières 20 années de sa carrière professionnelle télévisée comme journaliste sportif. Il est d'abord correspondant sportif de CNN de 1980 à 1984, puis présentateur sportif sur des chaînes locales de Boston et Los Angeles. De 1992 à 1997, il est présentateur de SportsCenter, l'émission-phare de la chaîne ESPN, qu'il quitte sur fond de polémiques. Il devient alors présentateur de sa propre émission intitulée The Big Show with Keith Olbermann sur MSNBC, présentateur occasionnel de l'édition du week-end de NBC Nightly News, et coprésentateur au côté de Hannah Storm, de NBC Sports.
De 1998 à 2001, il est producteur-animateur sur Fox Sports Net d'où il est licencié pour avoir propagé des rumeurs sur la vente des Dodgers de Los Angeles par Rupert Murdoch, propriétaire de News Corporation actionnaire principal de Fox (la vente ne se fit que trois ans plus tard).
Engagé sur ABC Radio Network et sur MSNBC, Olbermann devient présentateur de nouvelles, couvre la guerre en Irak et anime sa propre émission intitulée Countdown with Keith Olbermann à partir de 2003 d'où il prononce des éditoriaux souvent polémiques et très engagés politiquement à gauche, notamment contre l'administration Bush et les politiques de droite en général, ce qui lui vaut des mots avec son rival conservateur Bill O'Reilly qui anime une émission concurrente sur le même créneau horaire. De 2005 à 2007, il coprésente également l'émission en syndication, Dan Patrick Show sur ESPN Radio. Depuis le 16 avril 2007, il coprésente également Football Night in America sur NBC.
Le 5 novembre 2010, il est temporairement suspendu par la direction de NBC pour avoir donné 2 400 $ à trois candidats démocrates, sans avoir demandé l'accord préalable de sa direction, ce qui est interdit par le règlement intérieur de la chaîne.

### Countdown
Countdown, l'émission phare de Olbermann, présente les cinq plus importantes nouvelles du jour, quelques fois renommées par Olbermann, « celles que mes producteurs m'ont obligé à couvrir ».
Elles sont présentées dans l'ordre inverse de leur importance, mais parfois, la cinquième peut être plus importante que celle classée en première position. Les sujets couvrent la politique, l'économie, le sport ou les célébrités. Chacun des sujets est l'objet d'une interview entre un invité et Olbermann. Celui-ci est souvent critiqué pour n'avoir que des invités partageant la même opinion que les siennes. Olbermann termine son émission en comptant le nombre de jours écoulés depuis le 1er mai 2003, quand le président George W. Bush avait déclaré que la mission était accomplie en Irak, et prend congé de ses téléspectateurs en disant « Good night, and good luck », une formule reprise au journaliste américain Edward R. Murrow.

### Un éditorialiste engagé à gauche
L'émission Countdown est devenue une émission référence de la gauche américaine et de tous les opposants à l'administration Bush et aux républicains. La plupart des reportages sont des virulentes dénonciations ou accusations envers le GOP et des politiques de droite en général. En juillet 2007, il en appela ainsi à la démission du président George W. Bush et de Dick Cheney et les accusa d'être responsables de crimes de guerre. En février 2008, il qualifia le président Bush de fasciste pour être parvenu à faire voter par le Congrès une loi donnant une immunité rétroactive aux compagnies de télécommunication et de services Internet qui avaient coopéré avec le gouvernement dans le cadre de son programme de lutte contre le terrorisme et qui avait consisté à filtrer les appels téléphoniques et cellulaires, les courriels, et les habitudes de navigation sur Internet. Dans un éditorial en mai 2008, commentant une déclaration du président Bush, il lui demanda de la « boucler » à défaut de pouvoir lui dire Fuck. L'une des têtes de turc de Keith Olbermann est son rival Bill O'Reilly, de la chaîne concurrente Fox News, qu'il qualifia de pire personne au monde (« Worst Person In The World »). Alors que O'Reilly était accusé en 2004 de harcèlement sexuel par une ancienne productrice de Fox, Olbermann proposa dans son émission de payer grassement quiconque lui fournirait un enregistrement audio ou visuel prouvant les accusations de la productrice, afin de les diffuser dans son émission.
Pour le Washington Post, Keith Olbermann a fait de son émission une alternative de gauche à celle présentée par Bill O'Reilly. En étudiant la liste de toutes les personnes et idéologies qualifiées de pire au monde par Olbermann, le groupe Media watchdog analysa que 29 % de celles-ci étaient des conservateurs contre 6 % de progressistes.
En août 2006, il traite de charlatan le secrétaire à la Défense, Donald Rumsfeld, après que celui-ci a comparé les opposants à la guerre en Irak à des munichois.
En novembre 2007, le Daily Telegraph place Keith Olbermann en 67e position des personnalités de gauche ou progressistes les plus influentes des États-Unis.
Durant la campagne des primaires démocrates durant l'élection présidentielle de 2008, Olbermann prend à partie la candidate Hillary Clinton, l'accusant de mener une campagne comme un républicain le ferait contre Barack Obama.
Bien que marqué politiquement, Keith Olbermann couvre la campagne de l'élection présidentielle américaine de 2008 pour la chaîne MSNBC, aux côtés de Chris Matthews, lui aussi marqué par un engagement politique pour les démocrates.
Brocardés par les républicains ainsi au sein même de NBC, pour leur commentaires partisans, notamment lors de leurs analyses et interviews menées à l'occasion de la convention nationale républicaine de 2008, ils sont tous deux remplacés par David Gregory le 7 septembre 2008.
À la veille des commémorations des attentats du 11 septembre 2001, dans son émission, Keith Olbermann prononce une diatribe à l’encontre de John McCain et George W. Bush, accusant le premier d’exploiter honteusement ce tragique événement à des fins électorales et le second de négligence criminelle pour « avoir permis que ces attaques se produisent ».
Il s'en prend également à Sarah Palin, la candidate républicaine à la vice-présidence. Reprenant chaque fois les rumeurs et accusations courant sur son compte, il annonce aussi qu'il ferait don de 100 $ à une œuvre de charité chaque fois que Sarah Palin « ment ou répète un mensonge dans le cadre de la campagne ». Au bout d'une semaine, il signait ostensiblement devant les caméras un chèque de 3 700 $.
Le 10 novembre 2008, dans son émission Countdown, il revient sur le vote des Californiens qui avait annulé le mariage homosexuel dans cet État, en se livrant à un vibrant plaidoyer pour le mariage gay au nom de l'« amour » et des « sentiments », brocardant l'égoïsme et l'hypocrisie de ceux qui avaient voté en faveur de l'amendement constitutionnel définissant le mariage entre un homme et une femme.
Le 11 octobre 2008 Keith Olbermann déclare pourtant n'avoir jamais voté de sa vie afin, selon lui, de maintenir son objectivité ce qui ne l'empêche pas d'apparaître sur la scène médiatique comme une icône de gauche, au point de faire paraître MSNBC comme une chaîne progressiste, rivale de Fox News. Il refuse également l'étiquette de progressiste, lui préférant celui d'Américain.
Le 11 mai 2017 dans son émission web Resistance Keith Olbermann lance un appel solennel de 7 minutes adressé aux services spéciaux étrangers (notamment français, britanniques ou  russes) pour qu'ils œuvrent au renversement de Donald Trump.